# 片野站
片野站（日语：／ Katano eki */?），是位於福岡縣北九州市小倉北區片野三丁目，北九州高速鐵道小倉線的鐵路車站。車站編號為05。

## 歷史
- 1985年（昭和60年）1月9日 - 開業。
- 2009年（平成21年）4月 - 站內電梯設置完成。

## 車站構造
本站為側式月台2面2線的高架車站。
| 月台 | 路線    | 目的地                |
| ---- | ------- | --------------------- |
| 1    | ■小倉線 | 往 北方、志井、企救丘 |
| 2    | ■小倉線 | 往 旦過、小倉         |

## 使用狀況
2019年度的1日平均上下車人次為4,490人。

## 車站周邊
- 小倉北警察署片野派出所
- 美萩野女子高等學校
- 小倉日新館中學校
- 北九州市立貴船小學校
- 豐和銀行 北九州分行
- 東販 北九州分店
- 美萩野臨床醫學專門學校
- 九州醫療運動專門學校
- 小倉片野郵局

## 公車路線
設有公車站「片野站」，以下路線若沒特別標記，為西鐵巴士北九州營業。
| 行駛方向 | 系統           | 目的地                                       |
| -------- | -------------- | -------------------------------------------- |
| 南       | 11             | 吉田團地・恒見營業所                         |
| 南       | 12             | 若園・小倉南區役所前・國立小倉醫療中心・中谷 |
| 南       | 13             | 安部山公園・SunLive City小倉                 |
| 南       | 14             | 沼團地・下吉田團地第一                       |
| 南       | 15             | 沼團地・四季彩之丘第5                        |
| 南       | 16             | 昭和池入口                                   |
| 南       | 17             | 下曾根站前・彌生丘營業所                     |
| 南       | 18             | 下曾根站前・九州勞災醫院                     |
| 南       | 19             | 下曾根站前・南朽網                           |
| 南       | 36             | 北方站・志德團地・志井車庫                   |
| 南       | 36             | 北方站・中谷                                 |
| 北       | 10・14・15     | 三萩野・小倉站巴士中心・砂津                 |
| 北       | 11             | 三萩野・南小倉站前・井堀・淺生通・淺生市場前 |
| 北       | 12             | 三萩野・小倉站巴士中心・米町・砂津           |
| 北       | 13・16・17・18 | 三萩野・魚町・青葉車庫                       |
| 北       | 36             | 三萩野・魚町・小倉站巴士中心・砂津           |

## 鄰近車站
北九州高速鐵道
■小倉線
香春口三萩野（04） - 片野（05） - 城野（06）

## 外部連結
北九州高速鐵道 – 片野站 （页面存档备份，存于）（日語）